# Wildfire (The Walking Dead)
«Fuego Forestal» —título original en inglés: «Wildfire»— es el quinto episodio de la serie de terror posapocalíptica The Walking Dead. Se estrenó en AMC en Estados Unidos el 28 de noviembre de 2010. El episodio fue escrito por Glen Mazzara y dirigido por Ernest Dickerson.
En el episodio, los sobrevivientes lidian con las secuelas del ataque caminante y deciden trasladarse a las instalaciones de Centros para el Control y la Prevención de Enfermedades, con la esperanza de encontrar una cura para un infectado y moribundo Jim Andrew Rothenberg). Mientras tanto, Shane Walsh (Jon Bernthal), al encontrar su posición de liderazgo desafiada por Rick Grimes (Andrew Lincoln), sucumbe a su demonio interior.
Este episodio marca las últimas apariciones de Emma Bell como Amy, Andrew Rothenberg como Jim, Juan Pareja como Morales, Adam Minarovich como Ed Peletier, Viviana Chavez como Miranda Morales, Maddie Lomax como Eliza Morales y de Noah Lomax como Louis Morales.

## Trama
Los sobrevivientes lidian con las secuelas del ataque zombi, enterrando a sus muertos y quemando los cuerpos de los zombis. Andrea (Laurie Holden) se queda con el cuerpo de Amy, disculpándose por no pasar más tiempo con ella, Dale (Jeffrey DeMunn) intenta consolar hablándole sobre la muerte de su esposa y Andrea le agradeció las palabras y finalmente colocó el collar de sirena que había conseguido para Amy como regalo de cumpleaños alrededor de su cuello. Cuando Daryl se disponía a acabar con Ed Peletier (Adam Minarovich), Carol (Melissa McBride) se le acerca y le pide hacerlo ella misma, puesto que sentía que era su obligación y entonces el hombre presenció como la mujer descargaba toda su ira contra el cadáver. El cuerpo inerte de Amy comienza a reanimarse y ella le dispara en la Cabeza. Mientras revalúan su situación, Jim (Andrew Rothenberg) revela que fue mordido en el ataque, y mientras Daryl (Norman Reedus) quiere matarlo antes de que él se convierta, Rick (Andrew Lincoln) lo detiene, diciéndole que no matan a los vivos, Daryl señala la hipocresía después de que Rick le apunta con un arma.
Daryl y el grupo empezaban a quemar los cuerpos de los zombis, Glenn (Steven Yeun) se enfureció cuando Daryl trató de quemar a uno de los miembros del campamento y le dijo que a los suyos no los quemaban, sino que los iban a enterrar. Jim comenzó a mostrarse débil mientras cargaban los cuerpos y entonces Jacqui (Jeryl Prescott Sales) le preguntó si se encontraba bien. Daryl notó esto y junto con T-Dog confrontaron al hombre y descubrieron que había sido mordido durante el ataque. Daryl se lo comenta a todos y mientras decidían qué hacer con el hombre, Daryl sugirió matarlo, pero Rick le recordó que no mataban a los vivos; mientras cavaban más agujeros para enterrar a los muertos, Shane (Jon Bernthal) y Rick discutieron sobre lo que había acontecido y Shane culpó a Rick de las pérdidas pues su deseo por salvar a Merle dejó vulnerable al grupo. Mientras enterraban los cuerpos, Rick le manifestó a Carl (Chandler Riggs) que no los volvería a abandonar jamás y entonces le preguntó a Lori si ella también lo culpaba por lo que había sucedido. Lori guardó sus opiniones y entonces Rick le dijo que soportaría las críticas de todos pero no las de ella y entonces le manifestó que solo necesitaba saber que ella lo amaba para poder soportar todo.
Tras enterrar a todos, el grupo comenzó a debatir acerca de lo que debían hacer con Jim, puesto que su fiebre empeoraba y entonces Rick sugirió dirigirse al CDC en Atlanta en busca de una posible cura, mientras que Shane manifestó que debían hacer lo contrario e ir en busca de ayuda militar a Fort Benning. Shane trató de convencer a Lori de persuadir a Rick para que desistiera de su idea, pero ella, aún enojada por la mentira de Shane, manifestó que no lo haría y decidió apoyar a su marido en su decisión. Al caer la tarde el grupo reunido decidió que partirían rumbo al Centro de Control de Enfermedades al día siguiente y entonces todos pasaron su última noche en aquel lugar. Temprano en la mañana, todos empacaron sus cosas y se dispusieron a partir pero antes de poder hacerlo, Morales (Juan Pareja) manifestó que él y su familia no los acompañarían a la ciudad y en cambio buscarían familiares en Alabama puesto que tenían la esperanza de aún encontrarlos con vida. Aunque Rick no estuvo de acuerdo con la idea de separarse, les entregó algunas armas y tras despedirse, todos abandonaron del campamento. Teniendo en cuenta que el campamento ya no sea seguro, Rick sugiere que el grupo viaje a las instalaciones de CDC en Druid Hills, Georgia donde pueden tener una cura. Shane no cree que sea seguro, y trata de convencer a Lori, la esposa de Rick, para cambiar la forma de pensar de Rick, pero ella se niega. Shane, todavía resentido por la reaparición de Rick interrumpiendo su relación con Lori, intenta dispararle a Rick pero se detiene cuando Dale lo descubre quedándose totalmente sorprendido sobre su acto. Los sobrevivientes del campamento se marchan, Rick por radio le comunica a Morgan Jones que Atlanta ya no es seguro. Morales (Juan Pareja) y su familia eligen ir por su cuenta hacia Birmingham, Alabama, y Rick les da algunos de las armas y los suministros. El resto de los sobrevivientes se dirige al CDC. En el camino, mientras arreglan el RV de Dale, Jim comienza a sentir que está a punto de darse la vuelta y pide que lo dejen atrás; el grupo lo deja debajo de un árbol junto a la carretera.
En el CDC,descubren que el U.S Army tenía resguardo con personal militar pero con las cantidades abrumadoras de infectados cayeron y se ven M1A2 Abrams y camiones M-35 en el interior, un científico solitario, Edwin Jenner, está tomando muestras de tejido que forma parte de la epidemia de "Incendio forestal" que ha durado más de 190 días. Durante una prueba, su traje de protección biopeligro está dañado, y rápidamente toma precauciones de emergencia, que destruyen las muestras restantes que tiene que estudiar. Sin más medios para proceder, Jenner contempla el suicidio. De pronto el grupo de Rick llega al CDC y en eso aparece un grupo de zombis que logran eliminarlos y cuando Jenner ve aparecer al grupo de Rick fuera del edificio sellado. Rick ve que las cámaras de vigilancia los observan y exige que los dejen entrar antes de que los alcance una horda de zombis que se aproximan. Jenner activa las puertas externas, lo que permite que el grupo de Rick esté a salvo.

## Recepción

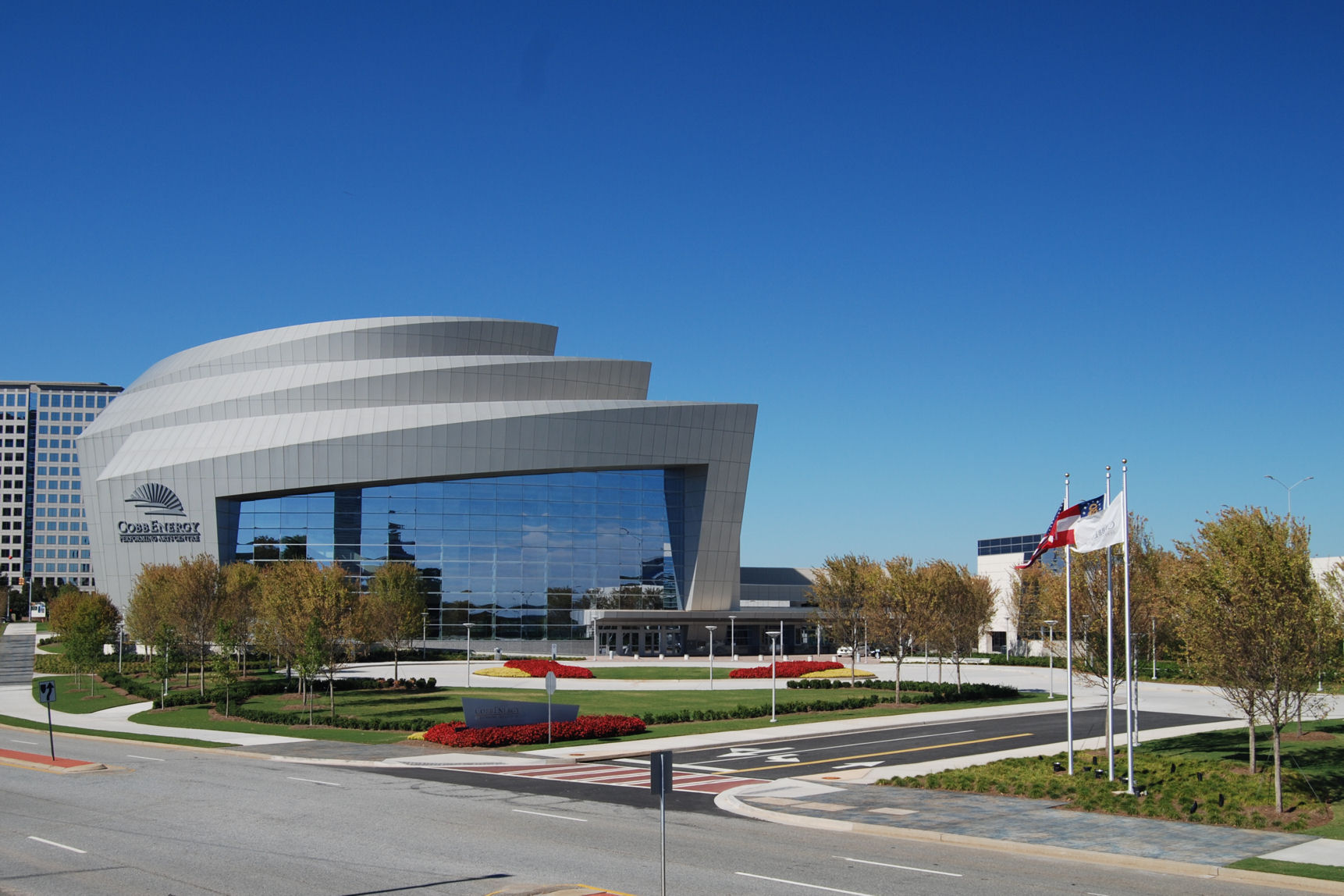
La filmación de "Wildfire" comenzó en el Cobb Energy Performing Arts Center.

Wildfire" fue dirigido por Ernest Dickerson y escrito por Glen Mazzara. El actor Noah Emmerich hizo una aparición especial en el programa, retratando el personaje de Edwin Jenner, uno de los pocos miembros del personal médico restante dedicado a erradicar el virus. La aparición de Emmerich se anunció formalmente en noviembre de 2010. El creador Frank Darabont presagió el desarrollo del episodio ese mismo mes, junto con su antecesor "Vatos" y el primer final de temporada, "TS-19". "Antes de que todo esté dicho y hecho, las opiniones y acciones del grupo están divididas".[cita requerida] El productor Gale Anne Hurd agregó: "Las apuestas son más altas, la disensión se desarrolla, las rivalidades se intensifican."
La fotografía principal de "Wildfire" se transmitió en el Centros para el Control y la Prevención de Enfermedades, que se describió como el CDC. Los productores del espectáculo no pudieron fotografiar el interior de los edificios reales como parte de los Centros para el Control y la Prevención de Enfermedades como un punto de referencia debido a su alta seguridad. A diferencia del episodio sucesivo, donde la filmación tuvo lugar principalmente dentro del CDC, la producción de "Wildfire" ocurrió fuera del edificio. Darabont concibió la idea de explorar los Centros para el Control y la Prevención de Enfermedades, ya que sus oficinas centrales se encuentran muy cerca de Atlanta. Aunque la ubicación no aparecía en los cómics del mismo nombre, Kirkman estaba satisfecho con la idea, y declaró que Darabont estaba buscando divergir de los cómics en lugar de una interpretación literal. Kirkman dijo esto: "Frank siempre ha sostenido que el cómic es un camino, pero no estamos atascados en él. Si surge una idea de historia, dejaremos el camino para uno o dos episodios, pero siempre volveremos a ella".
| Honestamente, fue una de mis escenas favoritas del programa hasta ahora. Glen Mazzara, quien escribió ese episodio, hizo un trabajo increíble exagerando la tensión. Laurie Holden hizo un gran trabajo y luego Emma hizo su transformación zombi: fue realmente genial.—Robert Kirkman |

En "Wildfire", Andrea le dispara a su hermana fallecida, Amy, después de que ella resucitara lentamente en un andador. Greg Nicotero, el director de efectos especiales de The Walking Dead, hizo que Bell usara lentes de contacto que eran menos duras en apariencia, ya que quería una conexión emocional para resonar entre los personajes. Bell admitió que estaba perpleja sobre cómo acercarse a la escena.[cita requerida] "Me acosté sobre las astillas de madera y simplemente miré el cielo y miré la cara de mi hermana", explicó Bell. "Todos estos pensamientos y emociones comenzaron a inundar, así que tuve mucha suerte". Jim, interpretado por Andrew Rothenberg, también murió en este episodio, mordido por un caminante, y abandonado a solicitud de este.
La muerte de Jim es considerada en el puesto №35 en las muertes más importante de la serie. Adam Minarovich interpretó a Ed, el marido de Carol y la primera víctima de la serie.
Es la última aparición de Morales, interpretada por Juan Pareja, y su familia (Maddie Lomax y Noah Lomax como Eliza y Louis Morales, sus hijos, y su esposa Miranda Morales quien la interpreta Viviana Chavez). hasta su regreso en la octava temporada en el episodio 2 llamado The Damned.
Bear McCreary compuso menos partituras en "Wildfire" en comparación con otro episodio de la serie, poniendo énfasis en el silencio, que McCreary sintió que la música era más sutil cuando correspondía con el silencio. Descubrió que, como resultado, la música era más efectiva porque no estaba agregando sonido "por el bien de ser escuchado". "Cuando no tienes camas ambientales en todo tu puntaje" dijo, "significa que solo la entrada de la música tiene mucho más poder. Realmente superamos los límites de cuánto tiempo podemos pasar sin música". "Cuando no tienes camas ambientales que revisan toda tu puntuación", dijo, "significa que solo la entrada de música tiene mucha más potencia. Realmente superamos los límites de cuánto tiempo podemos pasar sin música".

## Temas y referencias culturales
Las ideas relacionadas con la culpabilidad se repiten a lo largo del episodio. Proclamando "Wildfire" como una entrega "llena de viajes de culpa", Dan Snierson de  Entertainment Weekly  explicó que Rick Grimes y Andrea simbolizaban tales temas dada su situación.[cita requerida] "Andrea se siente culpable por 'no estar ahí' para Amy, pero está motivada por la misericordia. Shane hizo que Rick se sintiera mal por no estar en el campamento cuando los zombies atacaron, y Lori no hizo mucho para que su esposo se sintiera mejor, "Snierson declaró. "También le dijo a Rick que necesita más 'certezas' de él que las decisiones tomadas de la corazonada y el instinto."[cita requerida]
Jeff Jensen, columnista de la misma publicación, afirmó que "Wildfire" era un comentario sobre la humanidad, y agregó que el episodio demostró "la necesidad del grupo de honrar a los difuntos" para que pudieran identificarse con su humanidad.

## Título
El título ("Fuego Forestal" en español) hace referencia a la fogata que usan para quemar a los caminantes de la noche anterior. El título del proyecto en el que el Dr. Jenner trabajaba es Wildfire. Comúnmente además, el término "Wildfire" se utiliza para describir a una fuerza imparable de destrucción. En el caso de la serie, al incesante paso de los caminantes.
El título del episodio es un homenaje a Michael Crichton's The Andromeda Strain, que también incluye el estudio de un patógeno en un laboratorio subterráneo.[cita requerida]

## Recepción

### Respuesta crítica
Leonard Pierce de The A.V. Club le dio una calificación de A- en una escala de F a A, llamando al episodio "uno muy bueno, conmovedor como el infierno y tal vez mi episodio favorito de la temporada hasta el momento". También elogió la dirección de Ernest Dickerson, diciendo que "proporcionó algunas fantásticas configuraciones de disparo y usó la cámara de 16 mm mejor que nadie hasta ahora". En general, comentó: "El episodio proporcionó un montón de drama emocional, y si bien fue algo liviano en la acción de los zombis, al final generó una enorme avalancha de emociones emocionantes. Se trata de despojar a los personajes hasta el punto en que sus relaciones son cada vez más significativas, y se presenta un comodín real en el momento justo ". Eric Goldman de IGN calificó el episodio 8 de 10.

### Calificaciones
Tras su emisión inicial el 28 de noviembre de 2010, "Wildfire" fue visto por 5,56 millones de espectadores, que aumentaron en audiencia desde el episodio anterior. En ese momento, era el episodio mejor calificado de la serie tanto en audiencia general como en el grupo demográfico de 18-49.